# 庞作栋
庞作栋，江西人，是一名清朝政治人物。举人出身。
庞作栋曾于1757年接替陈怀仁任金山县知县一职，1758年由刘霖接任。